# Паметник на Тодор Александров (Борисова градина)
Паметникът на Тодор Александров е бюст на българския революционер, водач на Вътрешната македонска революционна организация Тодор Александров (1881 - 1924), разположен в Борисовата градина в град София, България.
Паметникът е реплика на бюста на Тодор Александров в Кюстендил и е поставен в 2000 година в декоративния кът на Градината Езерото с патиците, недалеч от паметниците на Иван Михайлов, Даме Груев и Гоце Делчев.
Построен е по инициатива на младежката организация на ВМРО-СМД с финансовата помощ на потомци на македонските българи, дарители от България, Република Македония, САЩ, Австралия и други страни.